# جيسيكا كوردا
جيسيكا كوردا (بالإنجليزية: Jessica Korda)‏ هي لاعبة غولف أمريكية، ولدت في 27 فبراير 1993 في برادنتون في الولايات المتحدة.

## وصلات خارجية
- جيسيكا كوردا على موقع رابطة لاعبات الغولف المحترفات (الإنجليزية)
- جيسيكا كوردا على موقع اللجنة الأولمبية الدولية (الإنجليزية)
- جيسيكا كوردا على موقع أوليمبيديا (الإنجليزية)